# Crotaphytus bicinctores
Espèce
Synonymes
- Crotaphytus collaris bicinctores 
Smith & Tanner, 1972

Statut de conservation UICN

 LC  : Préoccupation mineure
Crotaphytus bicinctores est une espèce de sauriens de la famille des Crotaphytidae.

## Répartition
Cette espèce est endémique du Sud-Ouest américain. Elle se rencontre en Californie, en Oregon, au Washington, au Nevada, en Arizona, en Utah et au Colorado.

## Publication originale
- Smith & Tanner, 1972 : Two new subspecies of Crotaphytus (Sauria: Iguanidae). Great Basin naturalist, vol. 32, p. 25-34 (texte intégral).